# Okarina

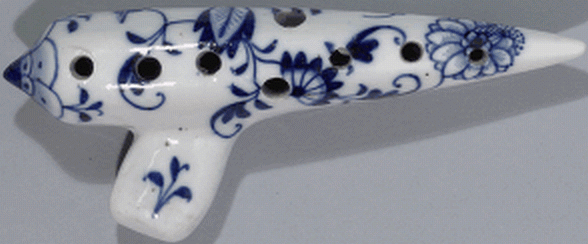
En okarina från 1923

Denna artikel handlar om musikinstrumentet lergök. För sjögurkor, se lergökar.
En okarina är ett blåsinstrument av typen kärlflöjt, oftast gjort av keramik. Okarinan utvecklades omkring 1860 i Italien. En mer primitiv variant av okarinan, med lika stora fingerhål, kallas lergök. Kärlflöjten är en ålderdomlig instrumenttyp som hittats i tidiga arkeologiska fyndplatser.
Tidiga kärlflöjter av lergods förekommer i Sydamerika inom Inkakulturen. Dessa är oftast vattenflöjter. I Mellanamerika förekom en annan typ med fyra griphål, ofta snarlika varianter i Europa och Asien. Flöjter av denna typ som påträffats i Kina har kunnat dateras till 1.400-1.200 f. kr.

## Okarina och lergök

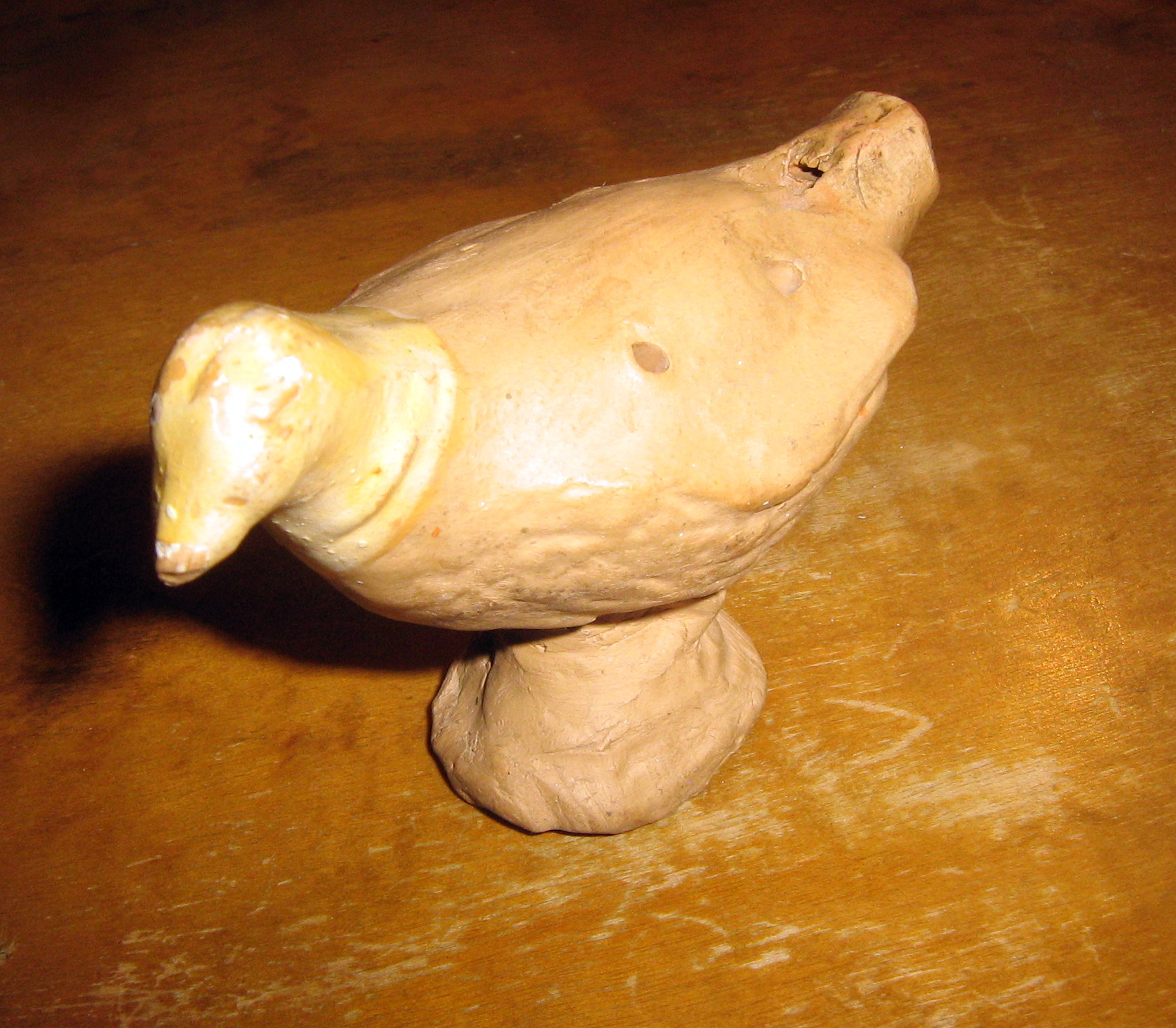
Lergök

En kärlflöjt saknar en vanlig flöjts rörform och har därför dov klang. Genom formen har den också svårt att skapa övertoner. Principen att få ljud ur en okarina – och en lergök – påminner annars om den rörformade flöjtens. Skillnaden mellan okarinan och lergöken är att på en lergök är alla fingerhålen lika stora. Detta gör att man på en fyrahåls lergök bara kan få fem toner och på en tiohåls bara elva, medan man på en tiohåls okarina kan få sjutton toner.
Benämningen lergök är relativt ny i svenskan. 1847 förekommer ordet första gången i August Blanches roman Vålnaden, där lergök förekommer som skällsord. 1850 utgav Vilhelm Olof Anders Bäckman Sjöjungfruns sagor, där det fanns en saga som hette Lergöken och sparbössan, vilken på vinjettbilden illustreras av en lergök av traditionell typ. Fåglar, ibland just gökar, har förekommit sedan medeltiden, men andra typer, särskilt ugglor och grisar var vanligare. Särskilt under 1500-talet blev ugglor populära. I Östeuropa har gumsar, får och andra fyrbenta djur varit vanliga. Gökformade kärlflöjter i lera blev populära i Tyskland, särskilt i Thüringen under 1700-talet, och importerades då till Sverige.
Först vid mitten av 1800-talet börjar de i större utsträckning tillverkas i Sverige. I Halland utvecklades flera varianter. Vid Törngrens krukmakeri och Anders Lorentz Janssons krukmakeri i Falkenberg tillverkades en typ med långsträckt hals med huvud böjt till höger. I Laholm tillverkades i stället lergökar med spolformig kropp, och vitlerdekorerad hals. Halmstad uppvisar lergökar som har släktskap med de danska, polykromt glaserade. I Uddevalla tillverkades istället lergökar av Östeuropeisk typ, med fyrbenta djur, ofta med upprullade horn. Även på andra håll i landet förekom tillverkning. I Stora Mellby socken i Västergötland tillverkades lergökar med vingarna markerade med påmålade streck i vitlera. I Linköping tillverkades under 1800-talet olika djur som grisar, hundar, fiskar med mera. Lergökar av liknande slag har även tillverkats i Arvika. I Eskilstuna tillverkades mer naturalistiska fåglar med nacktofs, men även duvor och fiskar. Krukmakare Boberg i Gävle tog också upp tillverkningen av en naturalistisk fågel med vingar i svag relief. Liknande fåglar tillverkades även i Jönköping. I Jönköping, liksom i Eskilstuna, tillverkades även lergökar med kohuvuden.
I Polen finns en tradition med lergökar som i mycket liknar de i Sverige. De har dock vanligen annorlunda utformade huvuden, ofta förekommer människo- eller olika djurhuvuden på annars fågelformade lergökar.

## Användning av lergök/okarina
I Köln ordnas årligen, sedan 1976, en lergöksfestival.[källa behövs]
Den nordväst-skånska staden Ängelholm är känd för sina lergökar och den lokala Ängelholms lergöksorkester.
I tv-spelen The Legend of Zelda: Ocarina of Time, Majora's Mask och några andra Zeldaspel använder hjälten Link sig ibland av en magisk okarina. Spelaren kan lära sig olika melodier som de sedan kan få Link att framföra. Bruket av en okarina i spelen ledde till ett stort uppsving av okarinans popularitet som instrument.
I en annan Nintendo-produktion, Pokémon 2 - Ensam är stark, förekom också en okarinaspelande karaktär.